# Радиационный инцидент в Краматорске
Радиационный инцидент в Крамато́рске — облучение жильцов панельного дома в Краматорске (Украинская ССР, СССР) в период 1980—1989 годов значительной дозой гамма-излучения. Причиной стало попадание утерянного промышленного источника гамма-излучения на основе цезия-137 внутрь стеновой панели. Инцидент повлёк смерть, по различным сведениям, от двух до шести человек. Семнадцать человек были признаны пострадавшими от радиационного облучения, превышающего естественный фон, и получили инвалидность.
В конце 1970-х годов в Каранском карьере Донецкой области был потерян источник ионизирующего излучения типа ИГИ-Ц-4 — капсула с цезием-137 активностью 5,2×1010 Бк (1,4 Ки), которая использовалась в радиоизотопном уровнемере предприятия, производившего щебень. Найти капсулу не удалось. Позже следствием было установлено, что поиски были организованы неудовлетворительно. Государственная инспекция ядерного регулирования Украины считает причиной инцидента низкий уровень культуры безопасности на предприятии.
В 1980 году в Краматорске был сдан в эксплуатацию панельный дом по улице Гвардейцев-Кантемировцев (ныне дом № 7 на улице Марии Приймаченко). Потерянная капсула, излучавшая приблизительно 1800 Р/год вместе со щебнем оказалась замурованной в одной из стен этого дома.
Летом 1981 года в одной из квартир умерла 18-летняя девушка, через год — её 16-летний брат, затем их мать. В квартире поселилась другая семья, в которой в 1987 году умер сын-подросток, а его младший брат серьёзно заболел. Все погибшие скончались от лейкоза. Врачи не смогли установить причину заболевания и объясняли сходный диагноз наследственной предрасположенностью. Отец второй семьи обратился в санэпидстанцию с просьбой проверить радиационный фон в неблагополучной квартире. Исследование выявило опасный уровень радиации, особенно высокий в детской комнате, в смежной квартире за стеной и в квартире этажом выше.
Жильцов этих квартир отселили. Источник излучения был локализован внутри панели межквартирной перегородки, распространения радиоактивного материала в виде пыли не выявлено. Вырезав часть стены, её доставили в Киевский институт ядерных исследований, где капсула с цезием-137 была извлечена. По заводскому номеру был установлен её владелец.
После устранения источника уровень радиации в доме № 7 сравнялся с естественным фоном.